# Portage (Wisconsin)
Portage é uma cidade localizada no estado norte-americano de Wisconsin, no Condado de Columbia.

## Demografia
Segundo o censo norte-americano de 2000, a sua população era de 9728 habitantes.
Em 2006, foi estimada uma população de 9782, um aumento de 54 (0.6%).

## Geografia
De acordo com o United States Census Bureau tem uma área de
23,4 km², dos quais 21,5 km² cobertos por terra e 1,9 km² cobertos por água. Portage localiza-se a aproximadamente 242 m acima do nível do mar.

## Localidades na vizinhança
O diagrama seguinte representa as localidades num raio de 24 km ao redor de Portage.